# Мансурово (Курганская область)
Мансурово — село в Сафакулевском районе Курганской области. Административный центр и единственный населённый пункт Мансуровского сельсовета.

## История
До 1917 года входило в состав Карасевской волости Челябинского уезда Оренбургской губернии. По данным на 1926 год деревня Мансурова состояла из 271 хозяйства. В административном отношении являлась центром Мансуровского сельсовета Яланского района Челябинского округа Уральской области.

## Население
| 1989 | 2002 | 2010 | 2012 | 2013 | 2014 | 2015 |
| ---- | ---- | ---- | ---- | ---- | ---- | ---- |
| 742  | ↘707 | ↘527 | ↘502 | ↘500 | ↘486 | ↘471 |
| 2016 | 2017 | 2018 | 2019 | 2020 |      |      |
| ↘441 | ↘435 | ↘425 | ↘423 | ↘413 |      |      |

По данным переписи 1926 года в деревне проживало 1259 человек (619 мужчин и 640 женщин), в том числе: татары составляли 99 % населения.